# بری برنسون
بری برنسون (انگلیسی: Berry Berenson؛ ۱۴ آوریل ۱۹۴۸ – ۱۱ سپتامبر ۲۰۰۱) یک هنرپیشه و عکاس اهل ایالات متحده آمریکا بود.
وی علاوه بر بازیگری و مدلینگ، عکاسی هم می‌کرد و عکس‌هایش در مجلات معتبری چون «لایف»، «ووگ» و «نیوزویک»  چاپ شده بود.
بری برنسون یکی از ۸۷ مسافرِ «پرواز شماره ۱۱» امریکن ایرلاینز بود که در جریان حملات ۱۱ سپتامبر توسط ۵ تروریست ربوده شده و با ساختمان مرکز تجارت جهانی یک تصادم کرده و منهدم شد.